# To Mother
「to Mother」（トゥ・マザー）は、日本のシンガーソングライター・YUIの16枚目のシングル。2010年6月2日にgr8!recordsより発売。

## 解説
前作「GLORIA」から約4ヶ月半ぶりのシングル。
キャッチコピーは、「優しさって、残酷だ。」
初回生産限定盤にはDVDが付属しており、「to Mother」のミュージック・ビデオが収録されている。初回生産限定盤と通常盤の初回限定仕様には、オリジナル・フォトフレームが当たる応募ハガキとフォトステッカーが封入されている。
オリコン週間シングルチャートで初登場1位を獲得。「SUMMER SONG」から5作連続、通算7作目となり、女性シンガーソングライターでは、宇多田ヒカル以来約6年1ヶ月ぶり、シングルでの5作連続1位となった。ただ累計売上は、「I remember you」以来10作ぶりに10万枚に届かなかった。

後、2018年に自身が活動するバンドFLOWER FLOWERのアルバム「スポットライト」収録曲「産声」にて、母となったyuiが今度は子を想って綴った曲を出している。

## 収録内容
CD
1. to Mother (3:50)
  - 作詞・作曲:YUI　編曲: 近藤ひさし
  - 初めてピアノがメイン楽器になっている。
  - ミュージック・ビデオではYUIのピアノ演奏が初披露されている。
  - レコチョクによる2011年の「母の日に贈りたいうたランキング」で2位に選ばれた。
2. Tonight (2:36)
  - 作詞・作曲:YUI　編曲:Odakura
3. GLORIA 〜YUI Acoustic Version〜 (3:41)
  - 作詞・作曲:YUI　編曲:YUI &  近藤ひさし
  - 恒例となっている前シングル曲のアコースティックバージョン。
4. to Mother 〜Instrumental〜 (3:50)

DVD
1. to Mother -Video Clip-